# Kunihiko Yuyama
Kunihiko Yuyama, född 15 oktober 1952, är en japansk regissör av anime filmer, tv och video-serier. Hans mest kända verk är Pokémon. 
Andra anime han har regisserat omfatta Kimagure Orange Road: Summer's Beginning, Plawres Sanshiro, Wedding Peach och vuxen-orienterade Weather Report Girl.